# (4340) Dence
(4340) Dence (1986 JZ) – planetoida z grupy pasa głównego asteroid okrążająca Słońce w ciągu 3,71 lat w średniej odległości 2,39 j.a. Odkryta 4 maja 1986 roku.